# Víctor Ibáñez
Víctor Ibáñez (født 21. april 1989) er en spansk fodboldspiller, som spiller for den japanske fodboldklub FC Gifu.